# 짐 기번스 (미국의 정치인)
제임스 아서 기번스(James Arthur Gibbons, 1944년 12월 16일 ~ )은 미국의 정치인으 제28대 네바다 주지사를 지냈다.

## 학력
- 네바다 대학교 리노 이학사
- 네바다 대학교 리노 과학 석사
- 서던캘리포니아 로스쿨 법무박사

## 경력
- 1988.11 ~ 1991.01 제65·66대 네바다 제23선거구 하원의원
- 1991.04 ~ 1992.11 제66대 네바다 제23선거구 하원의원
- 1992.11 ~ 1994.11 제67대 네바다 제23선거구 하원의원
- 1997.01 ~ 2006.12 제105·106·107·108·109대 미국 네바다주 제2선거구 연방하원의원
- 2007.01 ~ 2011.01 제28대 네바다 주지사

## 예비 선거
- 2010년 6월 10일 美 예비선거에 "바꿔" 열풍… 현역 의원·주지사 무더기 탈락

## 역대 선거 결과
| 선거명      | 직책명                       | 대수  | 정당   | 득표율  | 득표수    | 결과 | 당락                   |
| ----------- | ---------------------------- | ----- | ------ | ------- | --------- | ---- | ---------------------- |
| 1988년 선거 | 하원의원 (네바다 제23선거구) | 65대  | 공화당 | 0%      | 표        | 1위  | 네바다 주의원 당선     |
| 1990년 선거 | 하원의원 (네바다 제23선거구) | 66대  | 공화당 | 0%      | 표        | 1위  | 네바다 주의원 당선     |
| 1992년 선거 | 하원의원 (네바다 제25선거구) | 67대  | 공화당 | 100.00% | 11,613표  | 1위  | 네바다 주의원 당선     |
| 1994년 선거 | 네바다 주지사                | 26대  | 공화당 | 41.32%  | 156,875표 | 2위  | 낙선                   |
| 1996년 선거 | 하원의원 (네바다 제2선거구)  | 105대 | 공화당 | 58.56%  | 162,310표 | 1위  | 네바다주 하원의원 당선 |
| 1998년 선거 | 하원의원 (네바다 제2선거구)  | 106대 | 공화당 | 81.05%  | 201,623표 | 1위  | 네바다주 하원의원 당선 |
| 2000년 선거 | 하원의원 (네바다 제2선거구)  | 107대 | 공화당 | 64.50%  | 229,608표 | 1위  | 네바다주 하원의원 당선 |
| 2002년 선거 | 하원의원 (네바다 제2선거구)  | 108대 | 공화당 | 74.34%  | 149,574표 | 1위  | 네바다주 하원의원 당선 |
| 2004년 선거 | 하원의원 (네바다 제2선거구)  | 109대 | 공화당 | 67.15%  | 195,466표 | 1위  | 네바다주 하원의원 당선 |
| 2006년 선거 | 네바다 주지사                | 28대  | 공화당 | 47.93%  | 279,003표 | 1위  | 네바다 주지사 당선     |